# Joan-Marc Zapata
Joan-Marc Zapata Boldú (Barcelona, 14 de septiembre de 1989) es un director y guionista de cine español. Licenciado en Publicidad y Relaciones Públicas por la Universidad de Gerona.

## Biografía
Joan-Marc Zapata se licenció en Publicidad y Relaciones Públicas por la Universidad de Girona y realizó un máster en dirección cinematográfica en la escuela Bande à Part de Barcelona. 
Más tarde, se fue a Los Ángeles, donde comenzó a dirigir sus primeros proyectos. Desde 2011 ha dirigido múltiples cortometrajes que han sido premiados en diferentes lugares del mundo. Entre ellos, destacan los premios de “The Amazing Thailand Film Challenge” que ganó con el cortometraje llamado "Now I know". 
Su obra Bright Side in D Minor, un cortometraje rodado íntegramente en Suiza, fue premiado en el pasado Festival "Semana del cine de Medina del Campo" entre otros y obtuvo selecciones por todo el mundo.
En 2022 terminó su primer largometraje "El color del cielo", que se estrenó en el Festival Internacional de Cine de San Sebastián y que estuvo protagonizado por la actriz, ganadora del Premio Goya, Marta Etura y Francesc Garrido, y producido por Arnold Films y 89 Productions.

## Filmografía
| Año  | Película                              |
| ---- | ------------------------------------- |
| 2022 | El color del cielo                    |
| 2018 | Bright Side in D Minor (cortometraje) |
| 2016 | Now I know (cortometraje)             |
| 2014 | Marinada (cortometraje)               |